# 苅田中継局
苅田中継局（かんだちゅうけいきょく）は、福岡県京都郡苅田町にあるテレビ放送の中継局。

## 概要
- 苅田町は、地理的に「電波銀座」と呼ばれる地帯にあるが、地元放送の送信所（大坂山、皿倉山）からいずれも遠い場所にある上、平尾台が町域の西側に位置している事から、この2つの送信所の電波は届きにくい地理条件にある。そのため、「良好な環境で受信できるよう中継局を設置してほしい」という地元の要望に応える形で設置された。
- 廃止されたアナログ局の一部では、気象条件により、遠く離れた地域で混信障害を引き起こすことがあった。詳細は八面山を参照。

## 所在地
向山公園（苅田町若久3丁目29番地）
公園自体は町営で、豊かな自然とスポーツ施設が売りだが、送信所エリアは保安上一般の立ち入りが規制されている。

## 歴史
1969年（昭和44年）2月15日
NHK北九州放送局、アナログテレビジョン放送開始
1975年（昭和50年）10月29日
九州朝日放送、アナログテレビジョン放送開始
1975年（昭和50年）10月30日
RKB毎日放送、福岡放送及びテレビ西日本、アナログテレビジョン放送開始
1996年（平成8年）4月18日
ティー・エックス・エヌ九州（現TVQ九州放送）、アナログテレビジョン放送開始
2008年（平成20年）5月15日
九州総合通信局、7局のデジタルテレビジョン放送中継局について予備免許交付
2008年（平成20年）6月2日 - 30日
デジタルテレビジョン放送の試験放送実施
2008年（平成20年）7月1日
デジタルテレビジョン放送の本放送を一斉に開始
2011年（平成23年）7月24日
この日を以ってアナログテレビジョン放送終了
2011年（平成23年）10月10日
NHK北九州、一連の“リパッキング”作業として新送信チャンネルによるデジタルテレビジョン放送開始
2012年（平成24年）1月30日
NHK北九州、デジタルテレビジョン放送旧送信チャンネルの電波を停波

## チャンネルと出力

### デジタル放送
| ID | 放送局名        | 物理チャンネル | 空中線電力 | ERP  | 放送対象地域 | 放送区域内世帯数 | 偏波面   |
| -- | --------------- | -------------- | ---------- | ---- | ------------ | ---------------- | -------- |
| 1  | KBC九州朝日放送 | 44ch           | 1W         | 7.1W | 福岡県       | 29,890世帯       | 垂直偏波 |
| 2  | NHK北九州教育   | 58ch→33ch      | 1W         | 8.3W | 全国         | 29,890世帯       | 垂直偏波 |
| 3  | NHK北九州総合   | 55ch→50ch      | 1W         | 8.3W | 福岡県東部   | 29,890世帯       | 垂直偏波 |
| 4  | RKB毎日放送     | 24ch           | 1W         | 8.1W | 福岡県       | 29,890世帯       | 垂直偏波 |
| 5  | FBS福岡放送     | 21ch           | 1W         | 8.1W | 福岡県       | 29,890世帯       | 垂直偏波 |
| 7  | TVQ九州放送     | 52ch           | 1W         | 7.2W | 福岡県       | 29,890世帯       | 垂直偏波 |
| 8  | TNCテレビ西日本 | 39ch           | 1W         | 7.9W | 福岡県       | 29,890世帯       | 垂直偏波 |

NHKのチャンネル変更にあたっては、県内のデジタル中継局としては比較的高出力局であり、リパッキングにより影響を受ける世帯も多いことから、作業時間を確保するためサイマル送信方式がとられた。移行期間中は両方のチャンネルで送信されていた。

### アナログ放送
| ch  | 放送局名        | 空中線電力 （映像/音声） | ERP （映像/音声） | 放送対象地域 | 放送区域内世帯数 |
| --- | --------------- | ------------------------ | ----------------- | ------------ | ---------------- |
| 37- | FBS福岡放送     | 10W/2.5W                 | 87W/22W           | 福岡県       | -                |
| 45  | RKB毎日放送     | 10W/2.5W                 | 72W/18W           | 福岡県       | -                |
| 50+ | NHK北九州総合   | 10W/2.5W                 | 79W/20W           | 福岡県東部   | -                |
| 53- | TVQ九州放送     | 10W/2.5W                 | 72W/18W           | 福岡県       | -                |
| 56+ | KBC九州朝日放送 | 10W/2.5W                 | 72W/18W           | 福岡県       | -                |
| 59+ | TNCテレビ西日本 | 10W/2.5W                 | 72W/18W           | 福岡県       | -                |
| 62+ | NHK北九州教育   | 10W/2.5W                 | 78W/19W           | 全国         | -                |

## 放送エリア
- 主な受信地域は、福岡県京都郡苅田町と北九州市小倉南区及び行橋市の各一部。
- ただし沖合の北九州空港（南半分が苅田町域）までは届いていない。空港では周辺の大出力局の電波が直接届く。